# James Martineau

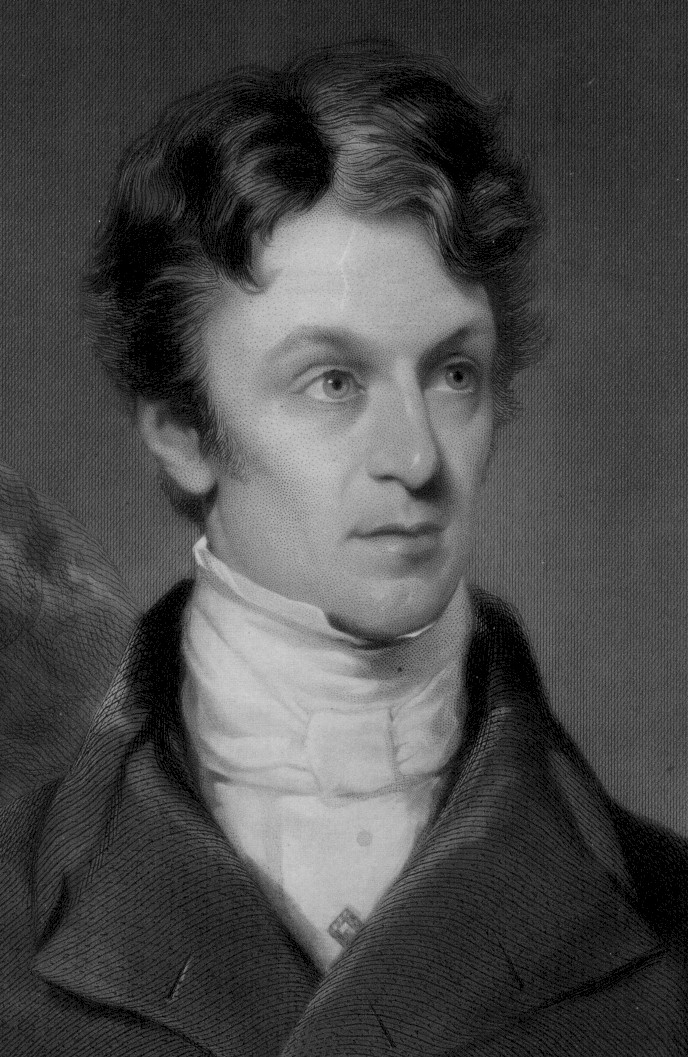
James Martineau som ung.

James Martineau, född 21 april 1805 i Norwich, Norfolk, död 11 januari 1900 i London, var en brittisk filosof,  bror till Harriet Martineau. 
Martineau, som blev professor i filosofi och nationalekonomi vid New College i Manchester 1840, vid samma college i London 1853 (dess "principal" 1869-84), tänkte först bli ingenjör. Men när hans filosofiska intressen vaknade, fördes han genom sin naturvetenskapliga bildning till den empiriska riktning, som företräddes av Hartley och James Mill, och trädde i vänskapsförbindelse med John Stuart Mill. Men snart kände han sig ej tillfreds med denna riktning, och efter en studieresa till Tyskland 1848-49, där han åhörde Friedrich Adolf Trendelenburg, blev han en av dess främsta motståndare i England. 
Emot associationspsykologien hävdade han det tänkande och viljande jagets ursprunglighet och emot agnosticismen trovärdigheten hos vissa intuitiva uppfattningar, som ligger till grund såväl för vår kunskap om naturen som för vårt moraliska och religiösa medvetande. Dit räknar han framför allt orsaksbegreppet och pliktbegreppet, vilka båda förutsätter gudsbegreppet. I begreppet orsak ingår nämligen, enligt Martineau, alltid föreställningen om en kraft, som framkallar verkan, och denna föreställnings innehåll kan vi hämta endast ur egen inre erfarenhet, ur medvetandet om vår egen vilja. 
Bakom all naturkausalitet antar han därför finnas en personlig vilja, och därmed mynnar för honom naturfilosofin ut i en teistisk metafysik. Till samma resultat för också hans moralfilosofi. Utilitarismen anser han oduglig att förklara pliktmedvetandet. Dettas "böra" är något helt annat än både samhällets krav på individen och klokhetshänsynen till eget bästa. Pliktmedvetandet innebär, att vi känner oss bundna av något högre, av en lag, som förutsätter en lagstiftare. Denne kan inte vara någon annan än en personlig Gud, av Martineau fattad på en gång som transcendent och immanent i förhållande till världen. 
Som religionsfilosof ansluter sig Martineau till en unitarisk kristendom, som förnekar all blott yttre auktoritet, men tror på en inre uppenbarelse, starkast hos profeterna, men i någon mån för handen hos var och en, som blir delaktig av religiöst liv. Av Martineaus skrifter, som präglas av en glänsande framställning, märks Types of ethical theory (1882; 3:e upplagan 1889), A study of religion (1888; 2:a upplagan 1889), och The seat of authority in religion (1890; 3:e upplagan 1891). Hans liv och verk behandlades av John J. Wilkinson ("M:s ethik; darstellungen, kritik und pädagogische konsequenzen", 1898), James Drummond och Charles Barnes Upton ("The life and letters of Martineau", 1902), Henry Jones ("The philosophy of Martineau", 1905), samt J.E. Carpenter (James Martineau: Theologian and Teacher, 2:a upplagan samma år).